# Флеро
Флеро (на италиански: Flero) е град и община в Северна Италия.

## География
Град Флеро се намира в област (регион) Ломбардия на провинция Бреша. На около 7 км северно от града се намира провинциалния център Бреша. Население 8336 жители от преброяването към 31 май 2009 г.

## Личности
Родени
- Андреа Пирло (р.1979), футболист